# 코루로
코루로(Spalacopus cyanus)는 데구과에 속하는 설치류의 일종이다. 코루로속(Spalacopus)의 유일종이다. 칠레 중부 지역의 토착종으로 해안가부터 산지까지 다양한 서식지에서 널리 분포한다. 집단을 형성하여 굴을 파거나 생활을 한다.

## 특징
코루로는 튼튼한 설치류로 큰 머리와 짧은 목 그리고 통통한 몸을 갖고 있다. 털은 짧고 진한 갈색이며, 발은 거무스레한 색조를 띤다. 눈과 귀는 작고 꼬리는 짧고 매끄럽다. 땅 속에서 생활할 수 있게 잘 적응된 몸을 가지고 있다. 앞으로 구부러진 큰 앞니를 가지고 흙을 헤집고 뿌리를 갉아 내며, 튼튼한 앞발로 땅을 파고 강한 뒷발로 굴 입구 쪽으로 흙을 밀어내 옮긴다.

## 분포 및 서식지
해안선을 따라 알리카후에(32°19'S)부터 로스 시프레세스(34°01'S)까지 그리고 안데스산맥의 알리카후에(32°19'S)부터 로스 시프레세스(34°01'S)까지의 해발 3500m 이하 지역에서 발견된다. 산악 지대의 산지 초원과 칠레 중부 계곡의 아카시아 사바나 지역, 반-안정화된 모래 언덕 그리고 해안가 초원을 포함한 서식지 범위에서 서식한다.

## 생태
코루로는 무리 생활을 하는 설치류로 하나의 굴 속에서 수십 마리가 생활을 한다. 그리고 설치류 중에서 특이하게도 떠돌이 생활을 한다. 한 지역에서 더 이상 먹이를 구할 수 없을 때, 무리가 다른 지역으로 움직여 새로운 굴을 만든다. 일정한 소리를 내는 종으로 독특한 범위의 소리를 낸다. 코루로는 전적으로 지하에서 먹이를 구하며, 레오코코리네속(Leucocoryne) 식물과 마속(Dioscorea longipes) 식물, 또는 리베르티아속(Libertia), 등심붓꼿속(Sisyrinchium), 알포이아속(Alophia) 식물과 같은 풀과 허브, 지중 식물의 뿌리와 구근 등을 먹는다.